# Rzeki w Arizonie

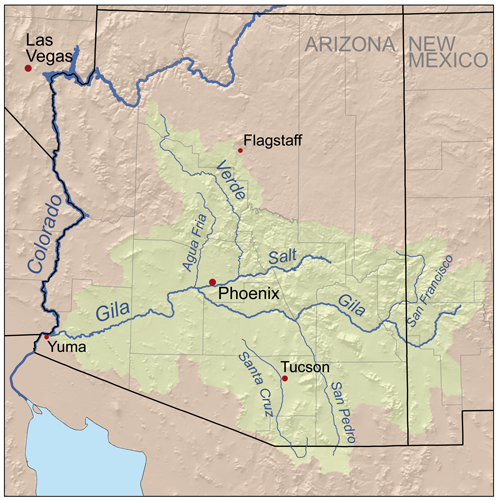
Gila, najdłuższy dopływ rzeki Kolorado w stanie Arizona

Lista rzek w stanie Arizona.

## ZlewiskaOceanu Spokojnego

### Dorzecza Kolorado
- Kolorado (2 334 km)
  - Gila (1 044 km)
    - San Cristobal Wash (b.d.)
    - Tenmile Wash (137 km)
    - Centennial Wash (b.d.)
    - Hassayampa (182 km)
    - Agua Fria River (190 km)
      - New (b.d.)

    - Salt River (322 km)
      - Kanał Arizony (80 km)
      - Verde (270 km)
        - Fossil Creek (27 km)
        - Oak Creek (48 km)
        - Granite Creek (61 km)

      - Tonto Creek (117 km)
      - White River (26 km)
      - Black (183 km)

    - Santa Cruz (296 km)
      - Santa Rosa Wash (b.d.)
      - Cañada del Oro (77 km)
      - Madera Creek (b.d.)
      - Brawley Wash (b.d.)
        - Altar Wash (b.d.)
        - Alambre Wash (b.d.)
        - Arivaca Creek (9 km)

      - Rillito (b.d.)
        - Tanque Verde Creek (b.d.)
          - Sabino Creek (b.d.)
          - Agua Caliente Wash (b.d.)
            - Molino Creek (b.d.)

        - Pantano Creek (b.d.)
          - Rincon Creek (b.d.)
          - Ciénega Creek (b.d.)
            - Agua Verde Creek (b.d.)
            - Davidson Creek (b.d.)
            - Mescal Arroyo (b.d.)

      - Sonoita Creek (50 km)
        - Harshaw Creek (24 km)

    - San Pedro (16 km)
      - Aravaipa Creek (b.d.)
      - Babocomari (40 km)

    - San Carlos (b.d.)
    - San Simon (b.d.)
    - Eagle Creek (94 km)
    - San Francisco (256 km)
      - Blue (82 km)

  - Bill Williams (75 km)
    - Big Sandy (90 km)
    - Santa Maria (80 km)

  - Virgin (261 km)
  - Kanab Creek (201 km)
  - Małe Kolorado (544 km)
    - Puerco (269 km)
      - Black Creek (89 km)

    - Silver Creek (72 km)
    - Zuni (140 km)

  - Paria (153 km)
  - Bonita Creek (b.d.)

### Dorzecza Yaqui
- Yaqui[1]
  - San Bernardino (b.d.)
    - Guadalupe Canyon Creek (b.d.)
    - Whitewater Draw (b.d.)